# Parco di Monte Claro
Il parco di Monte Claro è un parco cittadino di Cagliari, di competenza della Città metropolitana, situato tra i quartieri di Is Mirrionis, La Vega, Fonsarda e la municipalità di Pirri.

## Storia

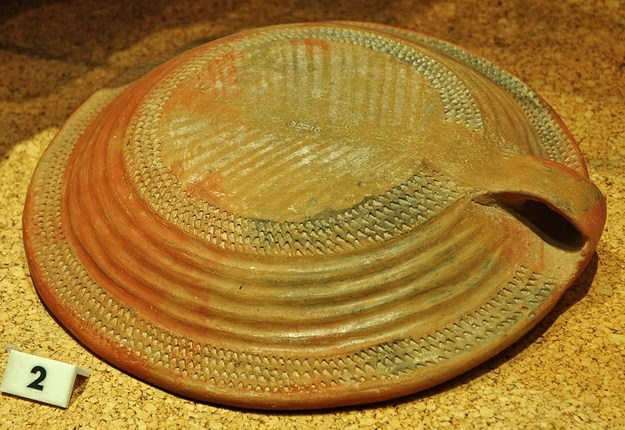
Ceramica tipica della cultura di Monte Claro dal colle omonimo, Museo archeologico nazionale di Cagliari

Diverse sono le testimonianze del passaggio umano nel colle di Monte Claro nella seconda metà del III millennio a.C., del quale sono stati ritrovati consistenti ritrovamenti della cultura pre-nuragica che negli studi attuali viene definita proprio di Monte Claro (2400-2100 a.C.). Sono visibili anche i resti di un pozzo sacro di età nuragica sul quale non sono ancora stati effettuati i dovuti scavi e studi. Nel sito pare sia continuata l'antropizzazione anche durante l'età romana.
Durante l'età giudicale, l'area del colle pare essere stata inurbata da una comunità di monaci cistercensi che vi instaurarono un monastero e le relative dipendenze, o forse un semplice romitaggio; è da questo periodo che la zona inizia a essere chiamata Villa Santa Maria de Claro. Già nelle carte spagnole, questo villaggio appare abbandonato, ma rimase la presenza di una chiesetta dedicata a Santa Maria Chiara, demolita nel XX secolo.
A metà dell'Ottocento sul punto più alto del rilievo venne costruita una villa padronale, che successivamente prese il nome di Villa Clara. Nel 1896 la stessa tenuta, assieme ad altre strutture insistenti sulla zona furono acquisite dalla provincia di Cagliari per sopperire alle esigenze della sezione psichiatrica dell'Ospedale Civile, e nel 1900 venne ufficialmente fondato in loco l'Ospedale Provinciale Psichiatrico, che rimase attivo, a seguito della legge Basaglia, fino al 1998.
Già dal 1995 le dipendenze agricole del manicomio sono state poste a bonifica e trasformate in parco urbano, comprendendo la metà nord delle proprietà fino alla Villa padronale. La restante metà, comprendente i vecchi edifici dell'ospedale psichiatrico, è divenuta sede della Cittadella della Salute dell'ASL.
Nel 1997 il parco è stato ufficialmente inaugurato, ma aperto in modo parziale. La totale e definitiva apertura al pubblico è avvenuta nel 2001. Il 19 dicembre 2005 l'arcivescovo di Cagliari mons. Giuseppe Mani ha benedetto la cappella di Santa Maria Chiara all'interno del parco, a ricordo dell'antica presenza del culto nella zona.

## Descrizione

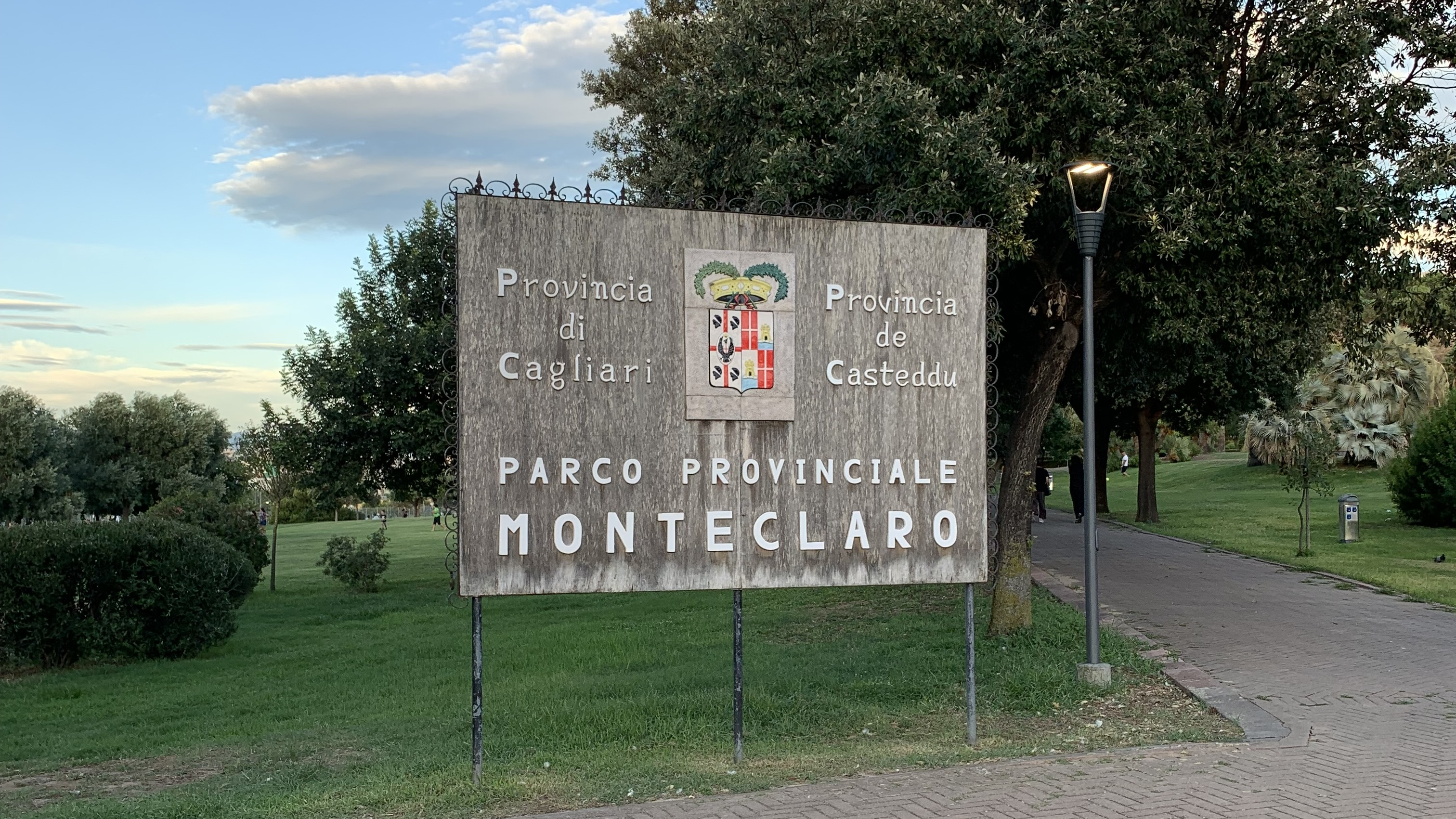
L'ingresso del parco

Il parco si estende per 25 ettari, distinto tra una parte prevalentemente pianeggiante e l’elevazione del colle, che qui raggiunge la sua altitudine massima. Di forma vagamente trapezoidale, confina a nord con via Cadello, a ovest con via Mattei e via Liguria, a sud con la Cittadella della Salute e a est con la zona residenziale di via Monte Claro. Ad eccezione del lato sud, il parco è delimitato dalle mura di confine del vecchio Manicomio.

Dall’ingresso principale di via Cadello si diramano cinque viali alberati; quello di mezzo si dirige verso la fontana centrale dove è presente una grande decorazione ispirata a quella del fondo di una ciotola rinvenuta a corredo della tomba ipogeica scoperta nel 1905 durante i lavori di realizzazione del manicomio provinciale. L'opera è iscritta nel Catalogo Generale dei Beni Culturali del Ministero della Cultura.

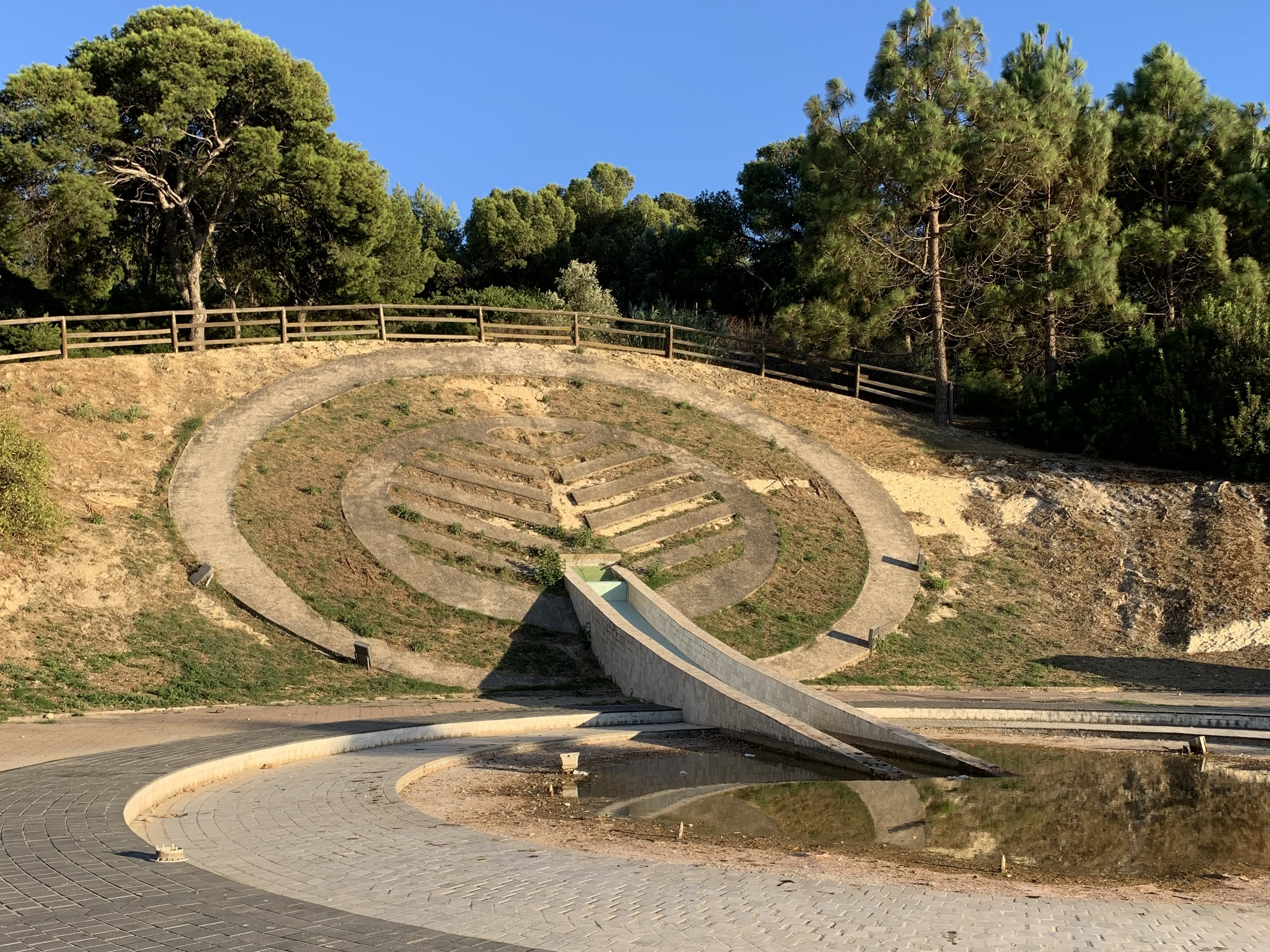
La fontana centrale

In tutta l’estensione sono stati piantati vari alberi e arbusti mediterranei, siepi e prati, accanto a svariate aree giochi per bambini e zone fitness, un'area cani e una sala conferenze. Nel parco è presente anche un lago artificiale, dove sono presenti tartarughe d'acqua, anatre, oche e cigni. Tra la fauna è presente anche una colonia felina di proprietà del sindaco metropolitano.

## Servizi
- Biblioteca Metropolitana Emilio Lussu, nei locali della vecchia Villa Clara;
- Biblioteca metropolitana ragazzi;
- Campi sportivi: un campo di calcio a 5, tre campi di calcio a 7, uno di calcio a 11, una pista di pattinaggio.